# Иоанникий (Сперанский)

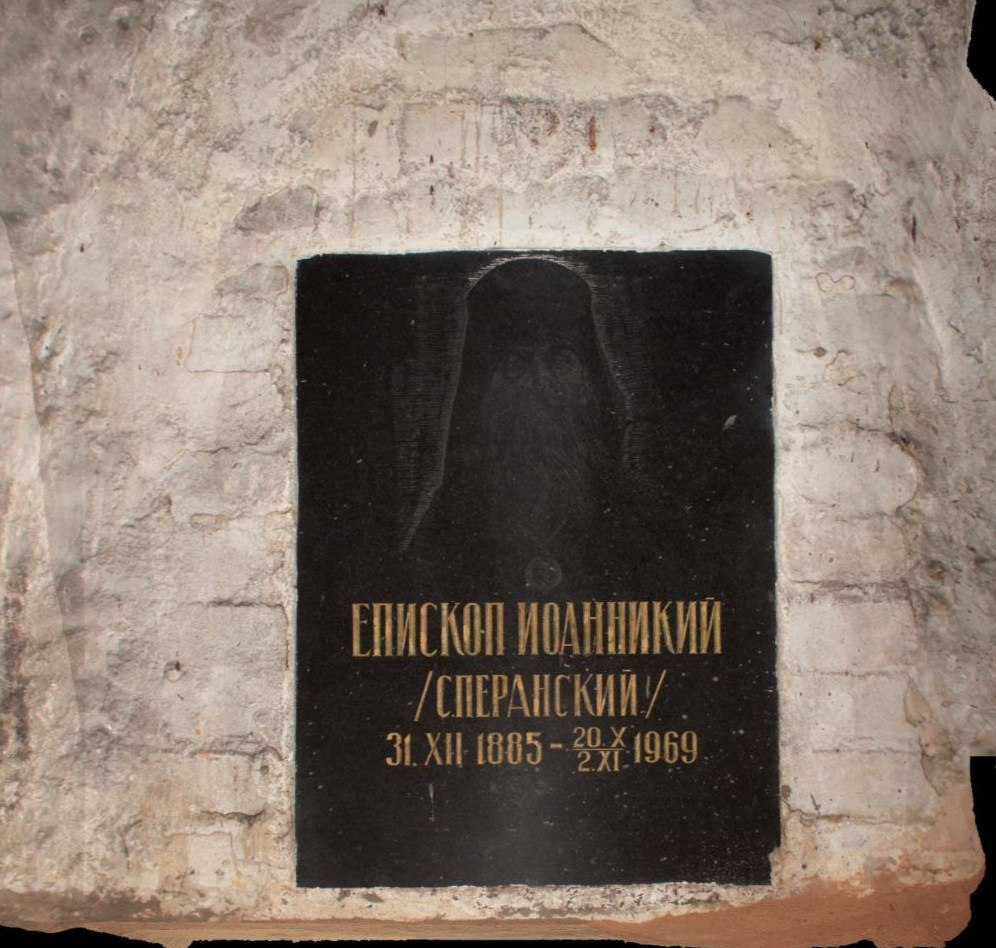
Место погребения епископа Иоанникия (Сперанского)

Епископ Иоанникий (в миру Иван Никанорович Сперанский; 31 декабря 1885, Налючи, Старорусский уезд, Новгородская губерния — 2 ноября 1969, Псково-Печерский монастырь) — епископ Русской православной церкви, епископ Красноярский, викарий Новосибирской епархии.

## Биография
Родился 31 декабря 1885 года в Новгородской губернии в семье священника, настоятеля Троицкого храма в селе Налючи.
Окончил земскую школу в селе Ильина Горка Демянского уезда Новгородской губернии (1896), Старорусское духовное училище (1901), Новгородскую духовную семинарию (1907) и Санкт-Петербургскую духовную академию (1912) со степенью кандидата богословия за сочинение «Литературная деятельность преподобного Нила Сорского» (1914).
В 1912—1914 годах тяжело болел.
Псаломщик в тихвинском Преображенском соборе, затем в храме Иоанна Богослова в селе Ивановском Старорусского уезда Новгородской губернии (1914), Успенском храме (1917) и Воскресенском соборе (до мая 1918 года) в Старой Руссе.
В 1917 году делегат Новгородских епархиальных съездов и Всероссийского съезда духовенства и мирян, член Поместного собора как клирик епархии, участвовал во всех трёх сессиях, член I, II, III, X, XI отделов, выступил с речью в защиту патриаршества.
С октября 1918 года послушник в Иверском монастыре в городе Валдае, в 1919 году пострижен в монашество архимандритом Иосифом (Николаевским).
26 мая 1919 года в день Святой Троицы рукоположён епископом Димитрием (Сперовским) во иеродиакона, а 27 мая 1919 года (Духов день) — в иеромонаха.
С 1919 года секретарь в старорусском Преображенском монастыре, с 1920 года епархиальный миссионер-проповедник, награждён набедренником.
14 апреля 1921 года возведён в сан игумена, а 9 апреля 1922 года — в сан архимандрита.
С 1921 по 1923 год настоятель Новгородского Антониева монастыря, лектор при новгородском «Культпросвете», участник религиозных диспутов, боролся с обновленчеством.
27 мая 1923 года был тайно рукоположён епископом Бирским Трофимом (Якобчуком) и епископом Валдайским Иосифом (Николаевским) во епископа Старорусского, викария Новгородской епархии. Хиротония совершена в Новгородском Юрьевском монастыре и затем утверждена патриархом Тихоном.
В 1923—1924 годах временный управляющий Новгородской епархией, сослан на два года в деревню Засыпкино Нарымского края, в 1925 году вернулся в Старую Руссу, дважды был арестован «за контрреволюционную деятельность», трижды отказывался от назначений в другие епархии и за это в 1930 году уволен на покой, служил в Георгиевском храме.
18 февраля 1934 года после конфликта с митрополитом Старорусским Алексием (Симанским) приговорён к пяти годам ИТЛ, срок отбывал на строительстве канала Москва — Волга и в Ухто-Печорском ИТЛ. Освобождён в 1939 году; получил разрешение поселиться в городе Валдае.
В 1941 году эвакуирован в деревню Малокамарчагу Манского района Красноярского края.
С 1947 года настоятель Николаевского кладбищенского храма в Красноярске (жил на улице Сурикова, дом 32, квартира 2).
23 января 1948 года, после смерти епископа Красноярского Софрония (Иванцова), назначен на Красноярскую кафедру, викарием Новосибирской епархии.  Арестован 26 апреля 1949 года, осуждён 3 августа 1949 года ОСО МГБ СССР на 10 лет ИТЛ.
В «Православной энциклопедии» приводится рассказ о том, что около 1955 году он был арестован после выступления девочки-пионерки в его храме с приветственным словом к митрополиту Новосибирскому Варфоломею (Городцову). По рассмотрении дела епископ был оправдан и освобождён. Несмотря на оправдание, власти потребовали от патриарха Алексия его удаления из Красноярска.
В 1956 году патриархом Алексием определён на жительство в Кицканский монастырь Кишинёвской епархии. Проживал в монастыре на покое до его закрытия в 1962 году.
2 ноября 1962 года определено пребывать в Псково-Печерском монастыре. Туда же вскоре был направлен и епископ Феодор (Текучёв).
В последние годы жизни епископ Иоанникий потерял зрение, смиренно переносил свои старческие немощи. Вёл замкнутый, аскетический монашеский образ жизни и был всегда чрезвычайно скромен во всём: и в пище, и в одежде, и в обстановке кельи — за это он пользовался неизменным уважением печерской братии. Любил служить заупокойные службы, поминать усопших.
Скончался 2 ноября 1969 года в Печерах.